# Klastorp, Varbergs kommun
Klastorp är en by i Träslövs socken i Varbergs kommun i Halland. Den ligger omkring sju kilometer öster om Varberg, vid länsväg 153. Vägförbindelser finns även med Trönninge, Lindberg, Valinge och Hunnestad. Vid SCB avgränsning 2023 klassades byn som en småort.

## Klastorps dösar
I Klastorp finns två dösar från yngre stenåldern (omkring 3 500 före Kristus) som är belägna en kilometer från varandra. Den västliga (57.1294561, 12.3368043) är en långdös i en 4,5 gånger 13 meter stor hög. I dess mitt finns en rektangulär kammare (2 gånger 1,3 meter) som omges av tre resta stenhällar; takhäll och en gavelhäll saknas. Dösen omges av en avlång stenkrets. Den östliga dösen (57.13169, 12.35315) är en runddös och ligger i en bunkerliknande hög. Av kammaren syns endast den 1,6 gånger 3 meter stora takhällen. På denna finns flera skålgropar. 
Det finns även gravhögar och gravfält i Klastorp.

## Galleri

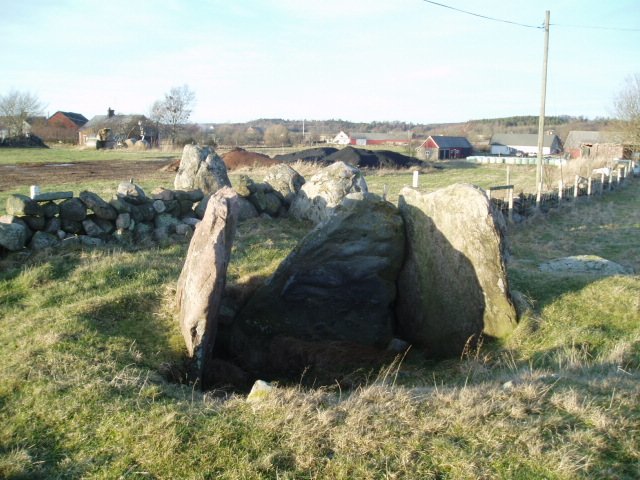
Närbild av den västliga Klastorpsdösen.
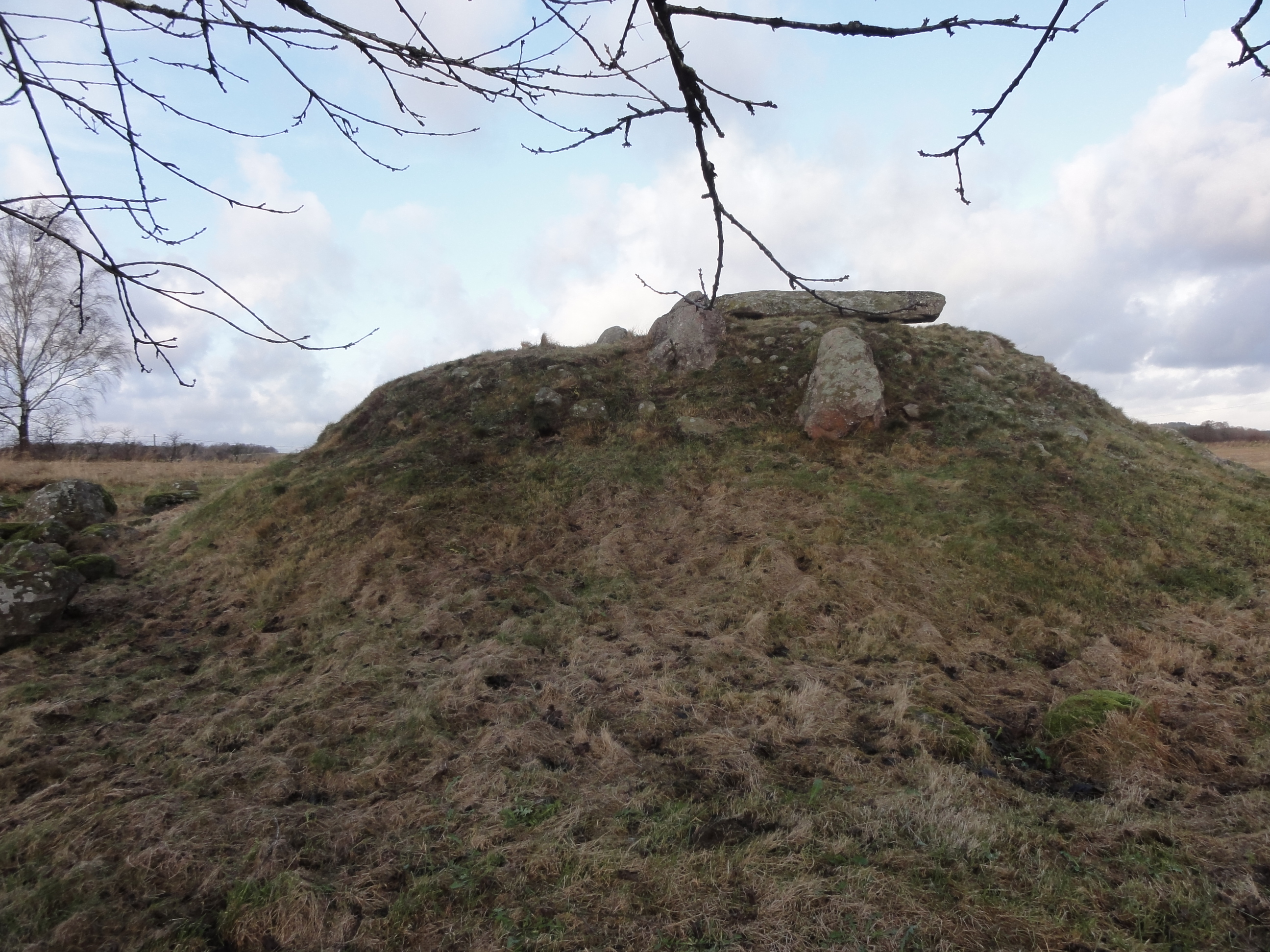
Den östliga Klastorpsdösen.
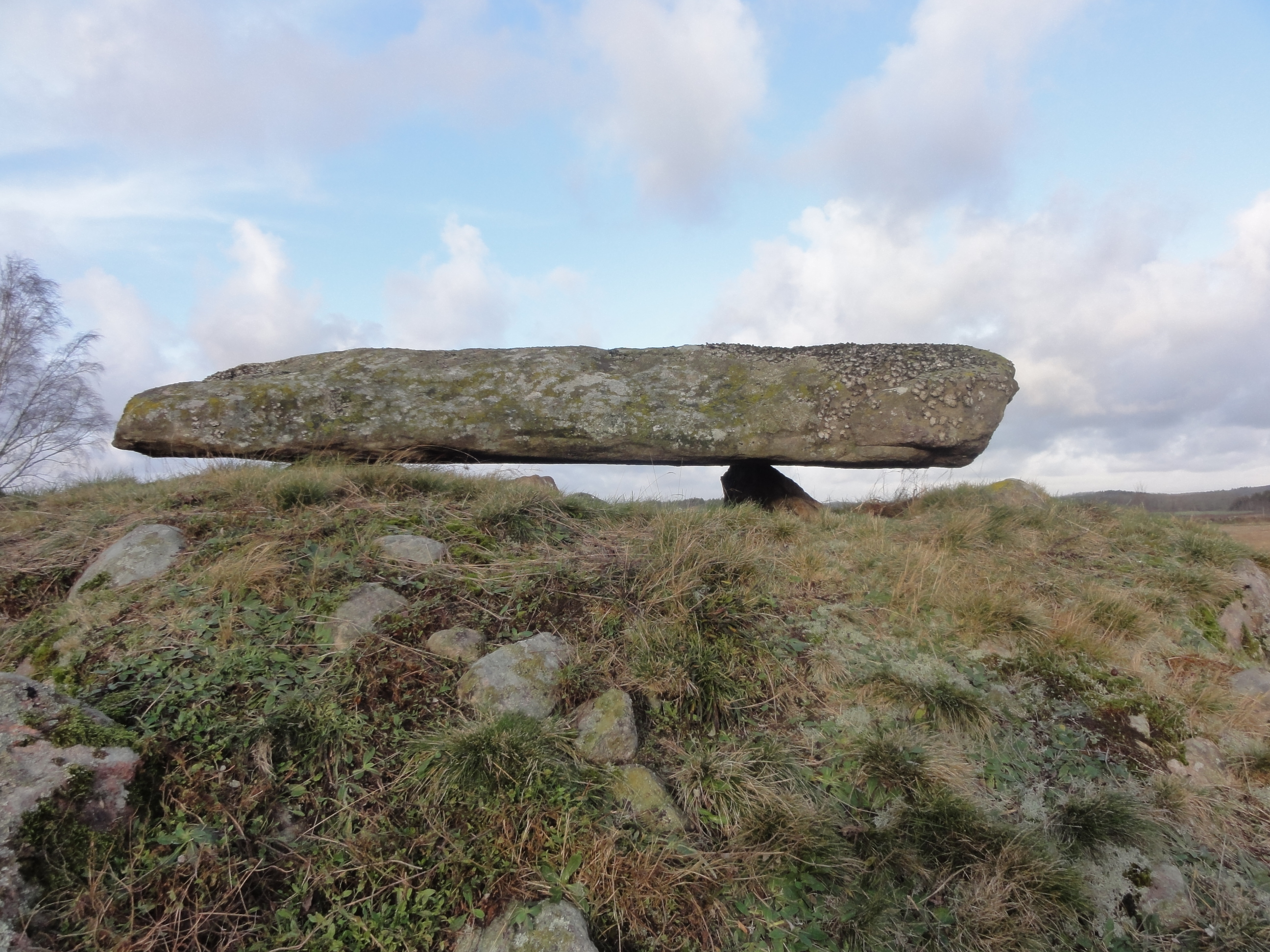
Den östliga Klastorpsdösen.